# دستور الوحدة الثقافية بين المسلمين
دستور الوحدة الثقافية بين المسلمين  هو كتاب للإمام محمد الغزالي طُبع عام 1997 م ويقع في 20 فصل و 191 صفحة. يتحدث فيه الشيخ الغزالي عن حالة الأمة الإسلامية، وما وصلت إليه من حال يحزن لها العدو قبل الصديق، ويحاول بمنهجية اعتدالية استقصاء جميع مشاكل الأمة الثقافية والفكرية (وخص منها الدينية) ومن ثم مناقشتها بأسلوب وسطي بسيط للقضاء عليها.

## الكتاب

### مقدمة الكتاب
ابتدئ المؤلف الكتاب عن ظروف الأمة وأنها ناشئة من منبعين ريئسيين أولها «الاستعمار» وكيف أنه قطّع أوصال المسلمين وفتك فيهم مستشهداً بما فعله الروس بتركستان وسيبيريا، وبما فعله الأمريكان بمسلمي الفلبين. وثانيهما التخلف العلمي والعملي، والأدبي والمادي، والفردي والاجتماعي، والتربوي والسياسي. ثم اطرد في كلامه عن المقاومة والنهضة، وذكر فضائل أستاذه حسن البنا ولما بذله وقام به من عمل دؤوب في إعادة إنعاش المجتمع المصري وتوعيتهم وإلى تأسيسه حركة الإخوان المسلمين.

### فحوى الكتاب
لم يكن الكتاب واضح المعالم، أو ذا توجه مُحدد أو بالأحرى - مقصد - معين، فقد ناقش فيه المؤلف أشكالاً من المشكلات الفكرية. عن وضع الإسلام في المجتمع وهيمنته على حياة المجتمع المسلم بكاملها، وعن الجهل والأوهام وانتشار الخرافات وانقياد الناس لها بسذاجة غريبة. كما تحدث عن الخلافات الفقهية وتعدد المذاهب وكيفية التعاطي معها والنظر إليها، نابذاً التعصب الأعمى والتقليد والاهتمام بالشكليات والفروع على حساب الأصول والأولويات. تغلغل المؤلف أيضاً في مسائل فقهية جدلية بين المدارس السنية كالتوسل والبدع وزيارة القبور والتكفير، وناقش أيضاً المدارس الفقهية (مدرسة الأثر، ومدرسة الرأي، وغيرها). وقد استنكر لحال الأمة الإسلامية من الناحية الثقافية والمعرفية مشدداً بان الإسلام دين يقوم على العقل ويأمر بالتفكر والعلم (الحكمة ضالة المؤمن أنى وجدها فهو أحق بها), وأن الأمة يجب أن تستفيد من الفكر الغربي وثقافته غير مكترثة بمن يهذي بأن ذلك من التشبه والتقليد للكفار ! فالعقائد والأخلاق شيء والخطط والقوانين والفكر شيء آخر.

## فصول الكتاب
- هيمنة الإسلام على الحياة كلها.
- الكتاب والسنة معاً.
- الحقائق لا الأوهام أساس الإسلام.
- بين النص والمصلحة.
- الخلاف الفقهي وتعدد المذاهب.
- أخبار الآحار ووزنها العلمي.
- الاجتهاد الفقهي علامة صحة وهو شرف لتاريخنا.
- التعصب المذهبي.
- حوار جاد حول التقليد والاجتهاد.
- نحو سلفية واعية.
- المذاهب الفقهية وسلطات الدولة.
- الخلافات الموروثة قيمتها وأثرها.
- معنى الابتداع وأنواع البدع.
- الحب والبغض في الله ومعنى الولاية والسنة في زياة القبور وبناء المساجد.
- التوسل ما يجوز منه وما لا يجوز.
- تقاليد المسلمين غير تعاليم الإسلام.
- الانحرافات النفسية والبدنية.
- المستوى الثقافي للأمة الإسلامية.
- الدائرة الإسلامية.
- التكفير.[1]